# Hrabstwo Clallam
Hrabstwo Clallam (ang. Clallam County) – hrabstwo w stanie Waszyngton w Stanach Zjednoczonych. Zajmuje powierzchnię całkowitą 2670,34 mil² (6916,15 km²). Według szacunków United States Census Bureau w roku 2009 miało 71 413 mieszkańców. Siedzibą hrabstwa jest Port Angeles. Położone nad wybrzeżem Cieśniny Juana de Fuca i Oceanu Spokojnego.
Hrabstwo powstało 26 kwietnia 1854 r. Słowo "clallam" pochodzi z języka Indian Klallam i oznacza "silnych ludzi" (ang. the strong people).

## Miasta
- Forks
- Port Angeles
- Sequim

## CDP
- Bell Hill
- Blyn
- Carlsborg
- Clallam Bay
- Jamestown
- Neah Bay
- Port Angeles East
- River Road
- Sekiu